# كلير وليامز
كلير وليامز (بالإنجليزية: Claire Williams)‏ هي منافسة ألعاب القوى بريطانية، ولدت في 29 سبتمبر 1987 في كارماذن ‏ في المملكة المتحدة.